# Joyeux Noël Grumpy Cat !
Pour plus de détails, voir Fiche technique et Distribution.
Joyeux Noël Grumpy Cat ! (Grumpy Cat's Worst Christmas Ever) est un téléfilm américain réalisé par Tim Hill et diffusée le 29 novembre 2014 sur Lifetime.

## Fiche technique
- Titre original : Grumpy Cat's Worst Christmas Ever
- Titre français : Joyeux Noël Grumpy Cat !
- Réalisation : Tim Hill
- Scénario : Tim Hill et Jeff Morris
- Société de production : Lighthouse Pictures
- Date de diffusion : 29 novembre 2014 sur Lifetime

## Distribution
- Grumpy Cat : la chatte Grumpy Cat elle-même
- Aubrey Plaza : Grumpy Cat (voix)
- Daniel Roebuck : George
- Megan Charpentier : Chrystal
- Russell Peters (en) : Santa
- Stephen Stanton (en) : JoJo le chien (voix)
- Chris Williams (en) : Lance le hamster (voix)

## Accueil
Le téléfilm a été vu par 1,767 million de téléspectateurs lors de sa première diffusion.